# Бенефициарный владелец
Бенефициа́рный владе́лец (также бенефициа́рный со́бственник) — это лицо или несколько лиц, которые прямо или косвенно владеют юридическим лицом или оказывают существенное влияние на принятие им решений. Бенефициарный владелец может быть не указан в правоустанавливающих документах, являясь при этом фактическим собственником всех активов и извлекать выгоду из деятельности организации, не раскрывая при этом свою личность.
Бенефициарные владельцы часто скрываются за цепочкой из номинальных фирм и директоров, что может использоваться для нелегальных целей, например, для отмывания доходов, полученных преступным путём, финансирования терроризма, осуществления коррупции. В легальных целях такие владельцы могут скрывать личность для налогового планирования.

## Бенефициарные владельцы в России
Юридическое закрепление бенефициарного владельца появилось в законе только в 2013 году, при этом был заимствован подход к определению из системы общего права. До этого в литературе можно было встретить понятия контролирующего лица, аффилированного лица и заинтересованного лица. Все они схожи по принципу отнесения к лицам, имеющим влияние на принятие решения, но каждый из них имеет особенности, не позволяющие точно трактовать понятие.
В 2012 году уже возникала ситуация, когда контрагенты организаций с государственным участием получили требования о раскрытии конечных собственников. Но поскольку требований к информации и самого понятия бенефициарного владельца ещё не было закреплено, процесс получения данных и проведения их анализа не принёс ожидаемых результатов. Толчком для изменения законодательства стала необходимость приведения законодательства в соответствие с требованиями ФАТФ.
Федеральный закон от 07.08.2001 № 115-ФЗ «О противодействии легализации (отмыванию) доходов, полученных преступным путём, и финансированию терроризма» определил бенефициарного владельца как «физическое лицо, которое в конечном счёте прямо или косвенно (через третьих лиц) владеет (имеет преобладающее участие более 25 процентов в капитале) клиентом — юридическим лицом либо имеет возможность контролировать действия клиента». Бенефициарный владелец в РФ не имеет прав или обязанностей, связанных со своим положением.
У нас развит теневой сектор, и конечные бенефициары не хотят, чтобы их знали в России. Согласитесь, очень удобно жить и получать теневой доход, зная, что тебя никто не найдет, а денежки капают.А. Г. Силуанов, министр финансов РФ
Прямое или косвенное влияние на решения юридического или физического лица реализуется в отношении осуществления сделок, определения их существенных условий, финансовых операций, в утверждении размера величины дохода лица. Факторы для отнесения лица к бенефициарным владельцам могут быть и другими.
В мае 2014 года правительство РФ предложило уполномоченным органам разработать возможность введения реестра бенефициарных владельцев в целях открытия конечных владельцев организаций, борьбы с неплательщиками налогов, финансированием терроризма. Пока неизвестно в каком формате будет происходить обмен информацией.

## Идентификация бенефициарных владельцев
Организации, осуществляющие операции с денежными средствами и имуществом, должны идентифицировать бенефициарных владельцев, обновлять информацию о них, предоставлять сведения по запросам уполномоченных органов. В случае, если бенефициарный владелец не будет установлен, им может быть признан единоличный исполнительный орган организации. Таким образом, почти любая компания, имеющая банковский счет, попадает под действия по идентификации. Банки и другие кредитные организации в свою очередь прилагают серьёзные усилия для поиска конечного владельца бизнеса, при этом они могут использовать любые источники для получения сведений о бенефициарных владельцах — различные реестры, базы данных, информацию от контрагентов. Закон в ответ обязывает организации предоставлять требуемые документы.
Идентификацию клиентов банки могут не проводить, если организации осуществляют операции с суммами менее 15 тысяч рублей. Также идентификация не производится в отношении органов государственной власти и местного самоуправления, внебюджетных фондов, в отношении корпораций или организаций с долей государственного участия более 50 % акций, международных организаций, иностранных государств и эмитентов ценных бумаг, допущенных к организованным торгам и некоторых других.
Для целей идентификации бенефициарных владельцев юридические лица должны предоставлять сведения о наименовании организации, ИНН, место государственной регистрации и другую информацию. Физические лица, раскрывая сведения о себе, предоставляют данные — ФИО, гражданство, дату рождения, реквизиты документа, удостоверяющего личность, данные миграционной карты или иного документа, подтверждающие право на пребывание в РФ, адрес места жительства или места пребывания, ИНН.
Информация о бенефициарных владельцах обновляется не реже одного раза в год. В случае, если организация, осуществляющая денежные операции, усомнилась в верности предоставленных данных, проводится внеочередная проверка в течение 7 дней.

## Зарубежная практика
В зарубежной практике так и не было сформировано четкого и устраняющего противоречия списка прав и полномочий, по которым можно определить бенефициарного владельца. Разделение на номинального владельца, который является собственником по учредительным документам и бенефициарного, который фактически управляет компанией, стирает границы и не позволяет понять степень ответственности за действия организации.
Первое упоминание термина «бенефициарный владелец» появилось в 1966 г. в протоколе, подписанном США и Великобританией в качестве дополнения к Двустороннему договору 1945 г. «Income Tax Treaty». Также в отношении налоговых отношений в Модельной конвенции ОЭСР от 1977 г. были рассмотрены требования к бенефициарной собственности. В дальнейшем Модельная конвенция дополнилась установлением роли посредников в бенефициарной деятельности, уточнением понятия владельца и особенностей применения принципов бенефициарности.
В США нет четкого определения бенефициарного владельца, но им может являться тот, кто имеет возможность прямо или косвенно голосовать, распоряжаться и управлять голосованием или распоряжаться классами акций. Бенефициарный владелец обязан раскрывать о себе информацию, если его владение ценными бумагами любого класса превышает более 5 %. Формально, владелец сам определяет, отнести себя к такой категории или нет.
В Великобритании используется понятие «лицо, обладающее значительным контролем» — person with Significant Control (PSC), которое на практике означает бенефициарного владельца компании. Им является физическое лицо, в отношении которого применяется хотя бы одно из следующих условий: такое лицо прямо владеет более 25 % акций компании; обладает прямо или косвенно более 25 % голосующих прав в компании; прямо или косвенно обладает правом назначать или смещать большинство директоров; имеет право оказывать или фактически оказывает существенное влияние на компанию или контроль над компанией.
В Китае существует термин «фактический распорядитель», являющийся по смыслу бенефициарным владельцем. Такое лицо не является участником (акционером) компании, но способно фактически осуществлять контроль над деятельностью компании посредством инвестиционных связей, соглашений или иных договоренностей.
В Дании бенефициарным владельцем признается лицо, которое может распоряжаться полученными средствами самостоятельно, а не лицо, являющееся промежуточным звеном.
В Канаде не существует определения бенефициарного владельца, но есть судебная практика с применением терминологии Модельной конвенции ОЭСР.
Третья директива Европейского союза (2005/60/ЕС) признает бенефициарным владельцем физическое лицо или лиц, полностью контролирующих клиента и/или физическое лицо, от имени которого совершается сделка или осуществляется деятельность, при этом лицо должно иметь долю 25 % акций+1 в отношении корпоративных образований или владение от 25 % имущества и более в отношении фондов и трастов.
ФАТФ признает бенефициарного владельца как физическое лицо, которое владеет или контролирует организацию и/или физическое лицо, принимающих решения.